# بعل شمین
بعل شَمین (آرامی: ܒܥܠ ܫܡܝܢ) یا بعل شَمیم (فنیقی: 𐤁𐤏𐤋 𐤔𐤌𐤌) به معنای پروردگار آسمان (ها)، خدای سامی شمال‌غربی بود؛ و همین‌طور عنوانی که در کتیبه‌های خاورمیانه باستان به خدایان مختلف در مکان‌ها و زمان‌های مختلف، به‌ویژه در کنعان-فنیقیه و سوریه باستان اطلاق می‌شد. این عنوان بیشتر برای هدد به‌کار برده می‌شد که اغلب او را تنها «بعل» می‌ناميدند.
بعل شمین یکی از دو خدای برتر و خدای آسمان پالمیرا قبل از اسلام در سوریه باستان بود (بیل خدای برتر دیگر). در آن‌جا صفات او عقاب و صاعقه بود و احتمالا با خدای ماه آگلیبول و خدای خورشید ملک بعل یک تثلیث را تشکیل می‌دادند. همچنین بعل شمین عنوانی بود که به زئوس نیز اطلاق می‌شد. اولین اشاره فنیقی شناخته‌شده به بعل شمین، در کتیبه ییمیلک مربوط به قرن دهم پیش از میلاد است.

## دین سامی باستان
در هزاره دوم پیش از میلاد، بعل شمیم (یا بعل شمین) در اصل لقب بعل هدد بود، اما در حدود هزاره اول پیش از میلاد به عنوان خدای متمایز شناخته شد. اولین نام شناخته‌شده از این عنوان-خدا در معاهده قرن چهاردهم قبل از میلاد بین شوپ‌پیلولیومای یکم پادشاه هیتی‌ها و نقمدو دوم پادشاه اوگاریت است. اگرچه این می‌تواند اشاره‌ای به بعل هدد باشد، ولی زمانی که این نام در کتیبه‌ای فنیقی توسط یهیملک پادشاه بیبلوس آمده است، متون دیگر بین این دو تمایز قائل می‌شوند:
[این] معبدی است که او ساخته است، یِهیمیلک، پادشاه بیبلوس.
او بود که تمام این خرابه‌های معابد را بازسازی کرد.
باشد که بعل شمیم و بلات جبال طولانی کنند
و مجمع خدایان مقدس بیبلوس
[باشد که این خدایان] روزهای یهیملک و سال‌های او را بر بیبلوس طولانی کنند.

زیرا [او] یک پادشاه عادل و یک پادشاه عادل در برابر خدایان مقدس بیبلوس است.
طبق عهدنامه‌ سال ۶۷۷ پیش از میلاد بین اسرحدون پادشاه آشور و بعل اول پادشاه صور، اگر پادشاه صور پیمان را زیر پا بگذارد، نفرین می‌شود:
باشد که بعل شمیم، بعل ملاژ و بعل صفون باد بدی را بر کشتی‌های شما برانگیزد تا لنگرهای آن‌ها را باز کند، تیرک لنگر آن‌ها را درآورد، باشد که موجی قوی آن‌ها را در دریا غرق کند، جزر و مدی سهمگین [. . .] علیه شما.
بعل ملاژ غیرقابل تفسیر است. بعل صفون در اینجا و در متون دیگر به نظر می‌رسد باید بعل هدد باشد که محل زندگی‌اش در متون اوگاریتی، در کوه صفون است. محققان درمورد این‌که آیا این نام‌ها در این متن، سه خدای جداگانه هستند یا سه جنبه از یک خدا (خدایی که هوای طوفانی را در دریا ایجاد می‌کند) اختلاف نظر دارند. در هر صورت، کتیبه‌ها نشان می‌دهند که آیین بعل شمیم از روزگار اسرحدون تا پایان هزاره اول پیش از میلاد در صور ادامه داشته است.

## دوره هلنیستی و رومی
برخی تصور می‌کنند خدایی که نویسنده فینیقی سانچونیاتون به یونانی اورانوس-آسمان می‌نامد، مخفف بعل شمیم است. در روایت سانچونیاتون از پانتئون فنیقی، آسمان پدر واقعی بعل هدد است (اگرچه بعل هدد پس از به‌دنیا آمدن به داگون داده‌ می‌شود). همان‌طور که در اساطیر یونان و اساطیر هیتی روایت می‌شود (خدای) آسمان توسط پسرش اخته می شود، که به نوبه خود مقدر شده‌است که خدای رعد با او مخالفت کند. در روایت سانچونیاتون، آسمان با دریا می‌جنگد؛ آسمان خود را قادر به غلبه نمی‌بیند، بنابراین با هدد متحد می‌شود.
در متون نبطی به زبان یونانی، بعل شمین به طور مکرر با زئوس هلیوس (یعنی زئوس به عنوان خدای خورشید، هلیوس) برابر می‌شود. سانچونیاتون نیز از این موضوع پشتیبانی می‌کند:
...و هنگامی که خشکسالی رخ داد، دستان خود را به سوی آسمان، به سوی خورشید دراز می‌کردند. تنها او را خدای بهشت می‌دانستند و او را بیلشامین می‌نامیدند که در زبان فنیقی (به معنای) ارباب آسمان‌ و در یونانی زئوس است.